# Quadraturmalerei

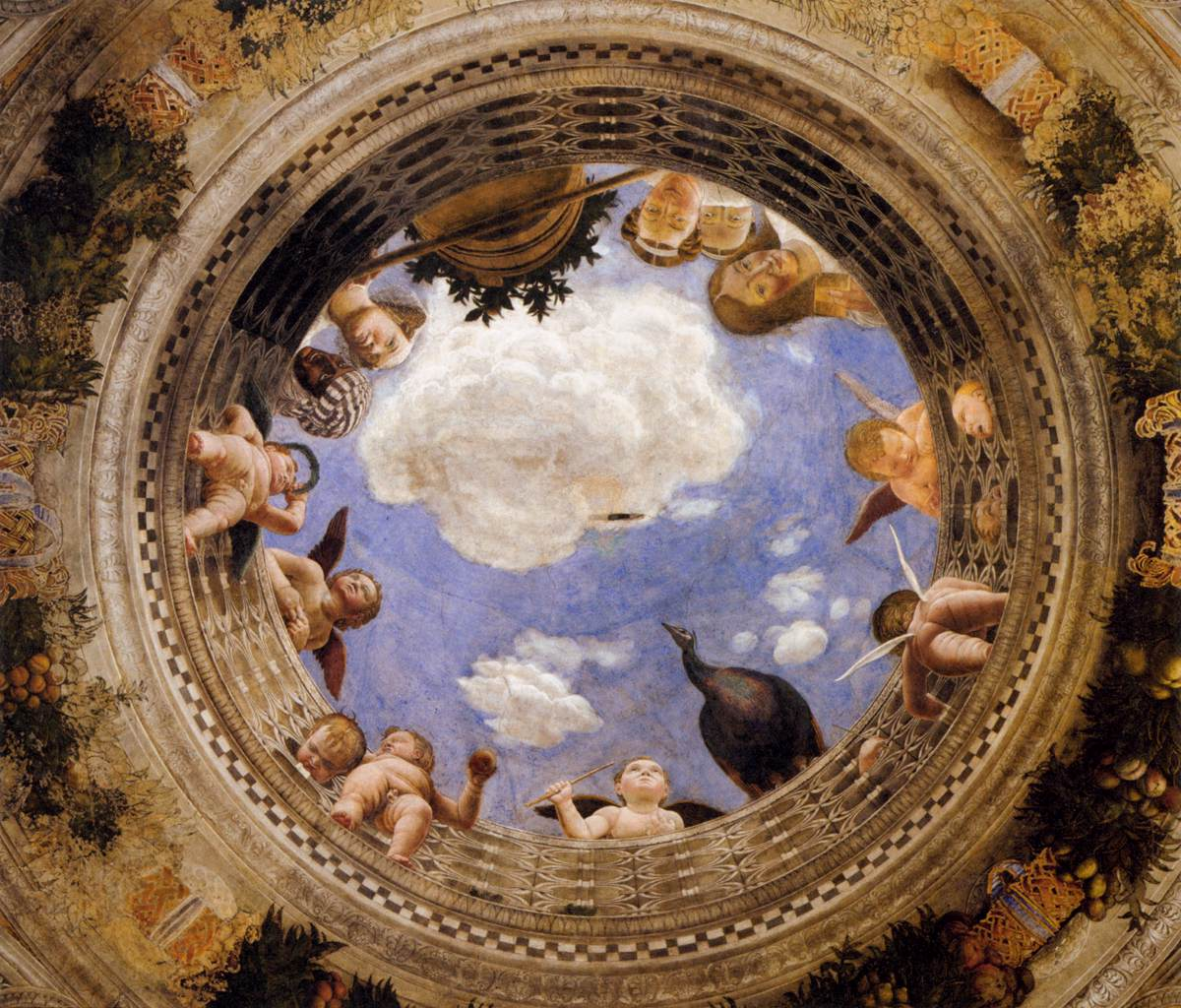
Andrea Mantegna, Oculus (di sotto in sù), 1465–1474, Mantua, Palazzo Ducale, Camera degli Sposi

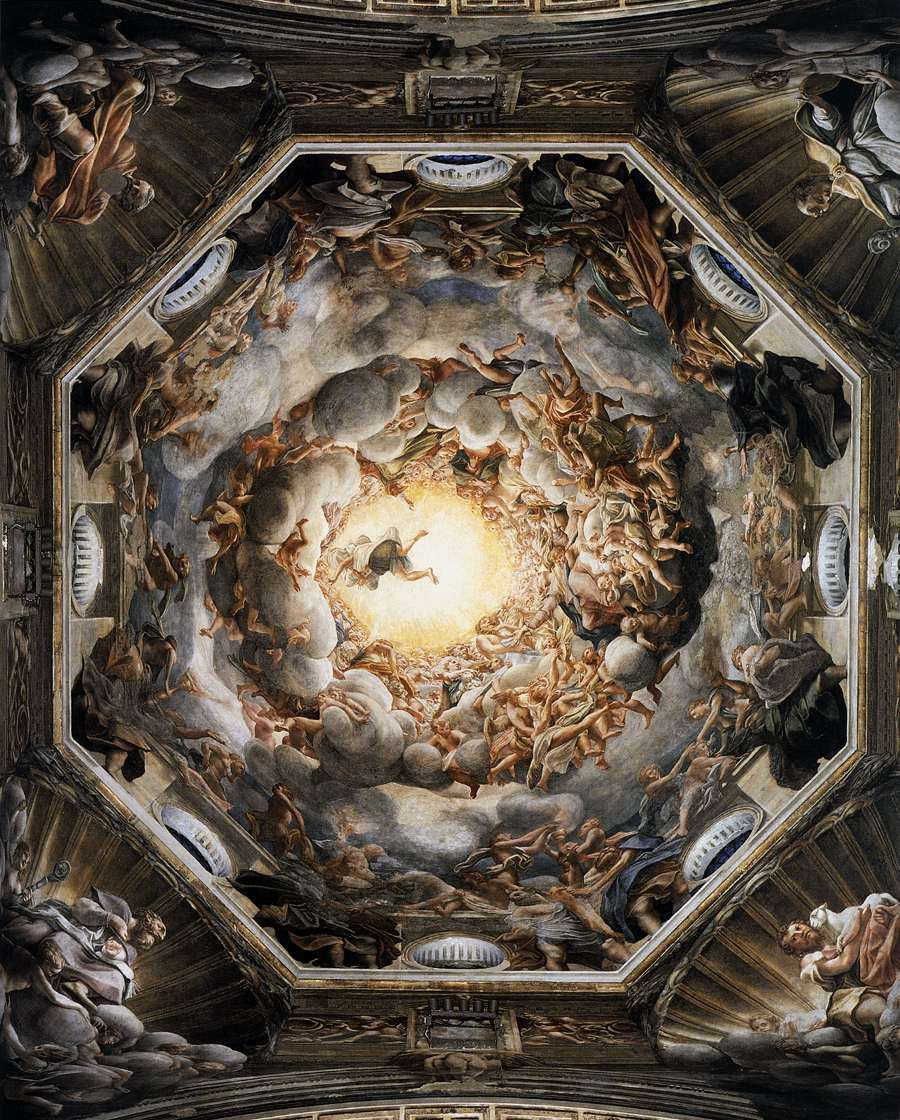
Antonio da Correggio: Himmelfahrt Mariä, Fresko, 1526–30, Parma, Kathedrale Mariä Himmelfahrt

Die Quadraturmalerei ist eine Wand- oder Deckenmalerei in perspektivischer Art, die oft die Illusion erzeugt, dass ein Raum größer sei, als er tatsächlich ist. Zudem kann eine dreidimensionale Wirkung erzielt werden. Der vom lateinischen quadratura entnommene Begriff wurde von den Berechnungen des Architekten abgeleitet, der in der Quadratur ein flächiges Aufmaß meint (a × b), also den Tiefenraum nicht mit einschließt. Damit wird der Bezug zur Malerei hergestellt, die in der Fläche verharrt, wenngleich es ihr gelingt, sinnestäuschende Architektur zu malen.

## Geschichtliche Entwicklung
Bereits in der pompejanischen Malerei der Antike waren sinnestäuschende Verfahren bekannt, die Räume optisch größer wirken ließen. Dazu führte man beispielsweise architektonischen Elemente an Decke und Wand malerisch fort.
Mit der Entdeckung der Gesetze der Zentralperspektive wurden in der Renaissance mathematisch korrekte Quadraturmalereien erstellt. Dabei wurde die Entwicklung von Andrea Mantegna, dem Hofmaler von Mantua, angestoßen, der entscheidende Impulse für die nachfolgende Generation italienischer Maler lieferte. Mit dem Ausblick in eine Kuppel mit Oculus, die von ihm illusionistisch gemalt wurden, brachte er 1474 in der Camera degli sposi (auch Camera picta genannt) des Palazzo Ducale in Mantua ein Spaßbild an der Decke an. Dies war zugleich die erste illusionistisch erzeugte Raumdekoration mit einem Deckenbild, das den Durchblick in einen freien, weiten Raum, in den Himmel, gewährte, was zugleich eine genaue Kenntnis dieser architektonischen Form verlangte. 
Im italienischen 16. Jahrhundert wurde durch Künstler wie Antonio da Correggio, Domenico Beccafumi, Giulio Romano und Giorgio Vasari die perspektivische Konstruktion des illusionistischen Tiefenraums verbessert, wobei besonders die sich im Raum verändernde Farbwirkung und die Verkürzung von Gliedmaßen der Körper stärkere Berücksichtigung fanden. Das künstlerische Konzept der Untersicht wird auch als sotto in sù (ital. „von unten nach oben [blicken]“) bezeichnet, die Werke heißen in den Quellen oft scorci oder einfach prospettive.
Theoretische Grundlagen finden sich bereits bei Leonardo da Vinci, im Cinquecento vor allem in den architektonischen Traktaten Sebastiano Serlios, Andrea Palladios und Giacomo Barozzi da Vignolas. Ein maßgebliches Anleitungsbuch verfasste 1693/1700 Andrea Pozzo mit seinem Traktat Perspectiva pictorum et architectorum (Perspektive der/für Maler und Architekten), in dem er die genaue malerische Konstruktion einer Scheinkuppel erklärt, die er selbst in der Kirche Sant’Ignazio in Rom 1685 angewandt hatte. Es wurde zu einem vielrezipierten und -übersetzten Buch in ganz Europa. Dabei schildert er eine Hilfskonstruktion, die er mit Hilfe eines Quadraturnetzes aus Bindfäden fertigte. Ausgehend vom Augenpunkt des Betrachters setzt er vor dieses Netz nachts eine Kerze, die ihr Licht auf die Decke wirft, und zeichnet deren Hilfslinien nach. Seine Architekturmalerei konnte somit in bewusst gemalten Verzerrungen, die einen optischen Höhenzug erzeugen, dargestellt werden.
In Deutschland fand die Quadraturmalerei, ausgehend von dieser Schrift, zur Zeit des Barock in der Bühnen- und Deckenmalerei einen großen Anklang und wurden vor allem in Süddeutschland durch die Gebrüder Egid Quirin (Bildhauer) und Cosmas Damian Asam (Maler) in zahlreichen sakralen Bauten (Kloster Weingarten, 1718–20) umgesetzt. Ein besonderes Augenmerk wird dabei dem Rahmenwerk gewährt, das mit einer Verschleifung zwischen den plastisch ausgeformten Elementen und der illusionistisch täuschenden Architekturmalerei einhergeht, die wiederum an ihren Rändern in die Deckenmalerei übergeht. In Österreich ist es Paul Troger, der die neuen Ideen der Gestaltung aufgreift.